# Lookout Mountain (Georgia)
Lookout Mountain è una città degli Stati Uniti d'America, situata in Georgia, nella Contea di Walker.